# Polskie Stowarzyszenie Flisaków Pienińskich na Rzece Dunajec w Sromowcach Niżnych

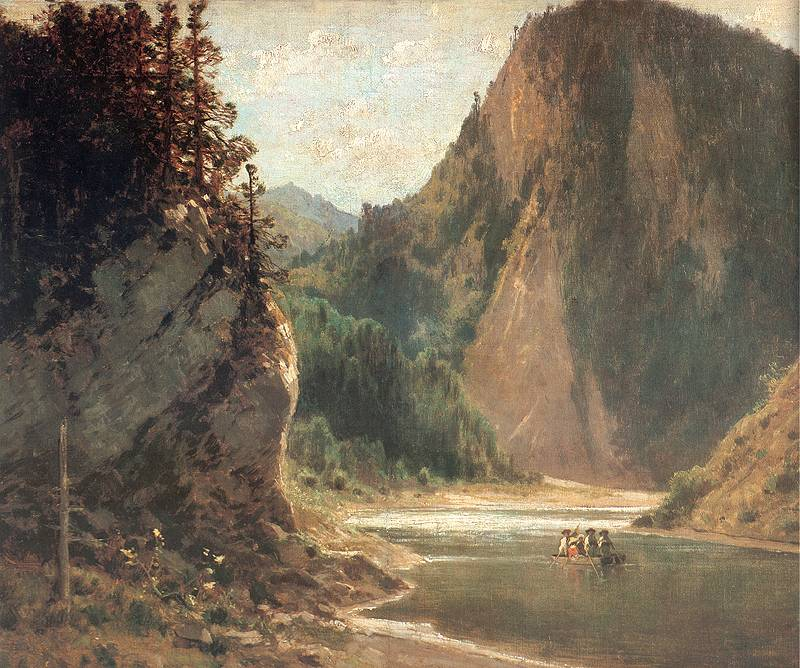
Pieniny

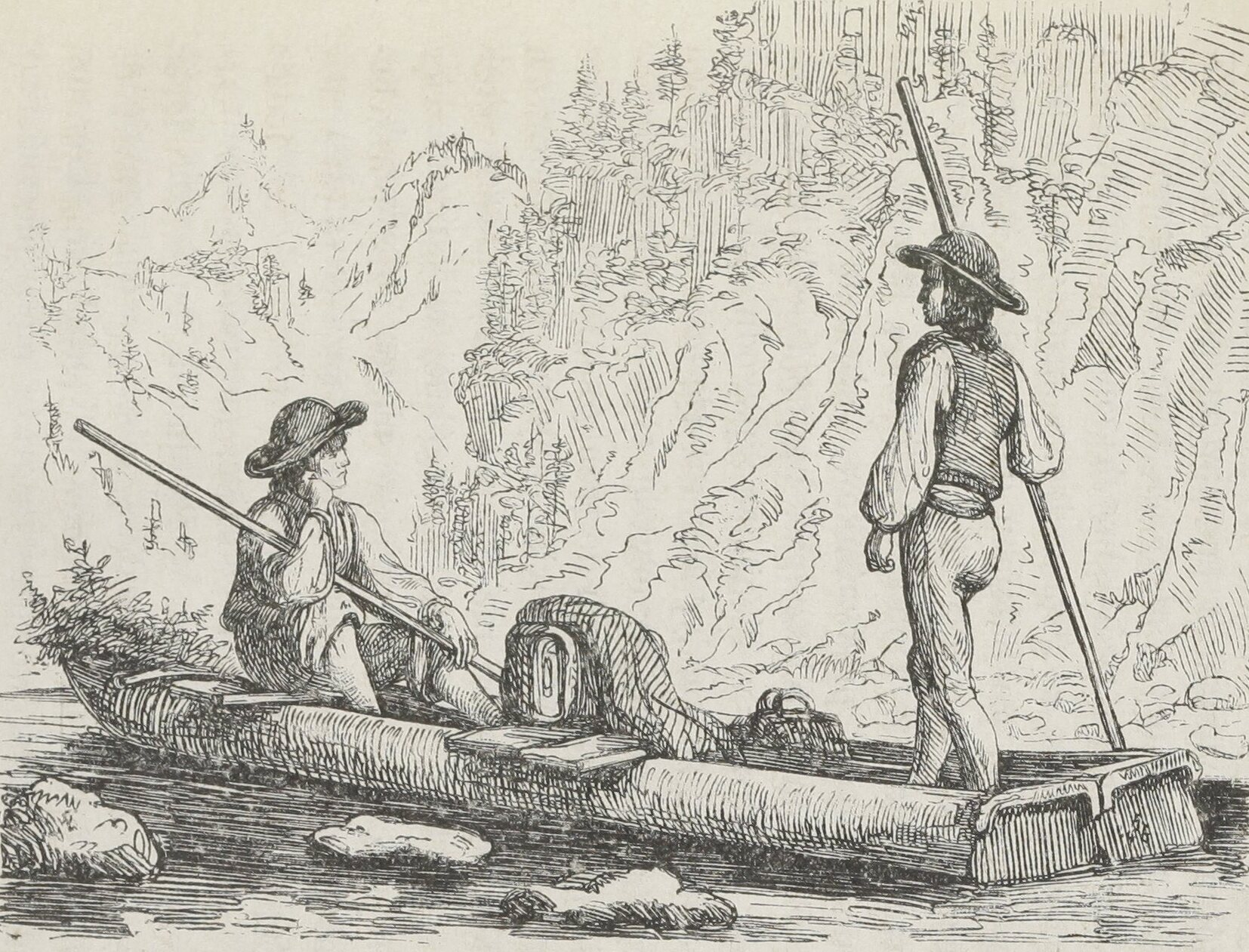
Przewoźnicy w Pieninach - XIX wiek.

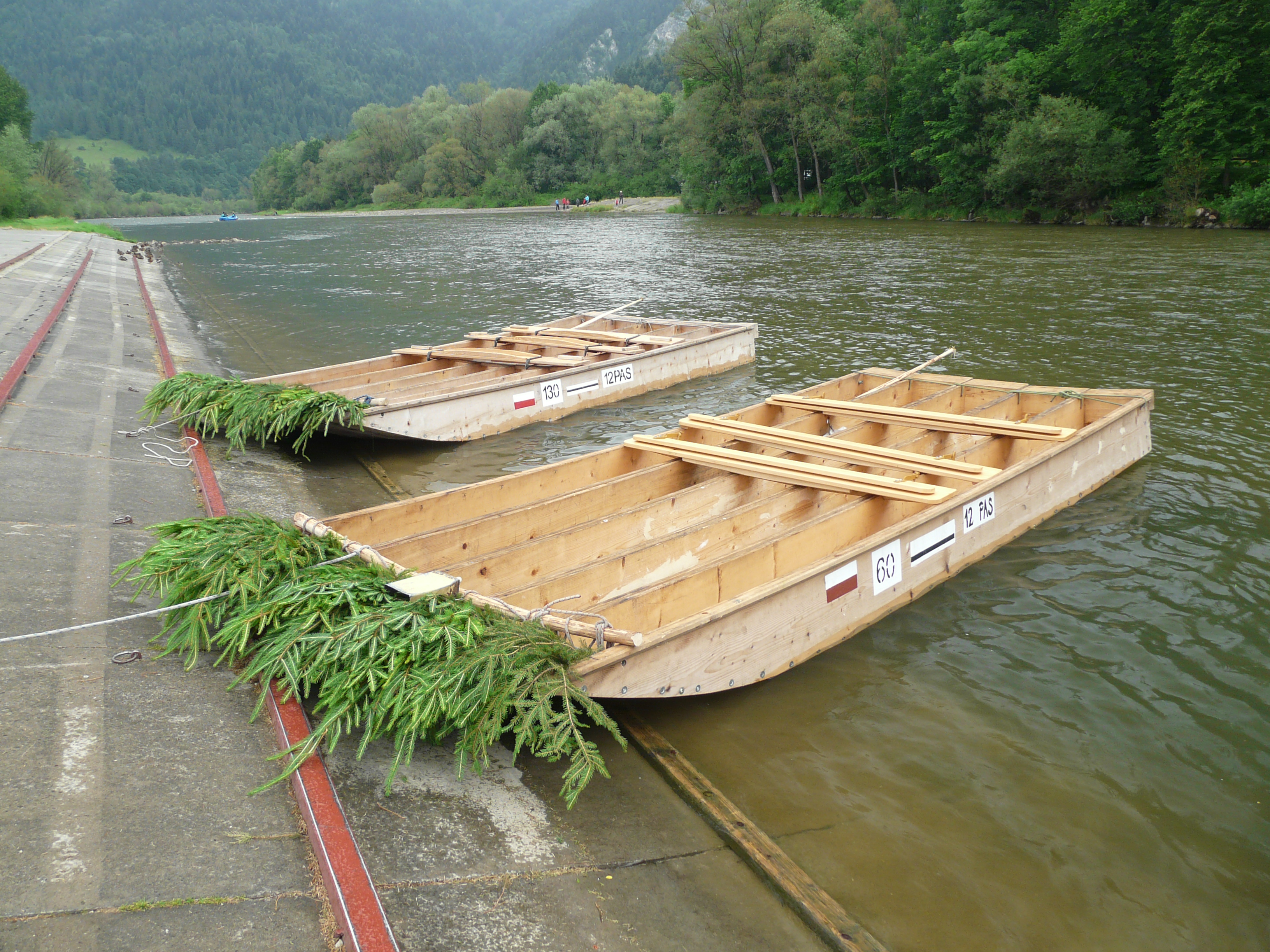
Współczesne łodzie flisackie w Sromowcach Niżnych

Polskie Stowarzyszenie Flisaków Pienińskich na rzece Dunajec w Sromowcach Niżnych (PSFP) – stowarzyszenie powołane do życia w roku 1934, zrzeszające pienińskich flisaków. Stowarzyszenie organizuje spływy przełomem Dunajca po polskiej stronie granicy. Na dzień 14 kwietnia 2014 roku stowarzyszenie miało 942 członków zrzeszonych w 5 kołach.

## Flisactwo na Dunajcu przed 1934
Historia spływu sięga prawdopodobnie I połowy wieku XIX gdy spływy przełomem Dunajca organizowali węgierscy właściciele zamku Niedzica z rodu Horváthów z Palocsy. Grono uczestników tych pierwszych spływów było jednak ograniczone, prawdopodobnie wyłącznie do gości zamku Niedzickiego.
Dopiero w latach 30. XIX w. za sprawą ówczesnego właściciela Szczawnicy Józefa Szalaya nastąpiła jego popularyzacja. Kroniki uzdrowiska szczawnickiego podają, że pierwszy taki spływ miał się odbyć w roku 1831. Spływy te cechowały się bogatą oprawą (orkiestra, wystrzały z moździerzy) oraz popularnością – jednorazowo brało w nich udział nawet do kilkudziesięciu łodzi flisackich i nawet do 100 kuracjuszy.
Wraz z rosnącą popularnością spływ Dunajcem zaczął pojawiać się w opisach znanych podróżników tamtej epoki m.in.: Łucji Rautenstrauchowej, Marii Steczkowskiej czy Wincentego Pola. Spływy stały się też okazją do manifestacji patriotyzmu – na pierwszej „flagowej” tratwie zatykano flagę w barwach narodowych a od roku 1893 biało-czerwony sztandar flisaków (umieszczone na nim było godło Polski oraz Święta Kinga. Spływ w swojej twórczości uwiecznili zarówno poeci (Maria Konopnicka, Adam Asnyk) jak i malarze (Wojciech Gerson, Jan Nepomucen Głowacki, Bogusław Zygmunt Stęczyński) a na fotografii Awit Szubert.
W latach przed I wojnę światową oraz na początku lat 20. XX w. spływ Dunajcem odbywał się bez regulacji i nadzoru. Jednak w związku z rosnącą liczbą chętnych na skorzystanie ze spływu sami flisacy rozpoczęli wybierać spośród siebie honorowego przywódcę zwanego hetmanem-admirałem.
W roku 1906 Oddział Pieniński TT rozpoczął starania o założenie przystani flisackiej w Sromowcach Niżnych co miało na celu uchronienie flisaków przed opłatami które musieli uiszczać za użytkowanie przystani położonej po węgierskiej stronie w Czerwonym Klasztorze.
W 1926 r. Zarząd Oddziału Pienińskiego PTT ustalił taksę dla flisaków. Taksa ta (a także przynależność do PTT) była warunkiem do otrzymania legitymacji uprawniającej do wykonywania zawody flisaka. W tym samym roku założono trzy kasy biletowe: w Krościenku, Szczawnicy i Czorsztynie.
W 1927 Oddział Pieniński zwrócił się do starostwa w Nowym Targu z wnioskiem o ustanowienie zakazu wykonywania zawodu flisaka dla osób nieposiadających zezwolenia wydanego przez ten Oddział.
W roku 1928 Oddział Pieniński ustanowił tzw. „starszych” nad flisakami mających nadzorować sprawy związane ze spływem wśród flisaków z poszczególnych miejscowości. Byli to: w Krościenku – Józef Koterba, w Szczawnicy – Piotr Salamon a w Sromowcach – Jakub Borzęcki.
Mieli oni za zadanie utrzymanie ładu i porządku wśród flisaków oraz mogli nakładać na flisaków kary porządkowe ze skreśleniem z listy flisaków włącznie (co oznaczało brak możliwości wykonywania zawodu). Ujednolicono również strój zobowiązując flisaków do noszenia stroju regionalnego oraz metalowej odznaki flisackiej.
Działania mające na celu uregulowanie spływu podejmowały również władze starostwa powiatowego w Nowym Targu efektem czego było wprowadzenie w dniu 25 maja 1932 r. „Regulaminu dla przewozu łodziami po Dunajcu w Pieninach”. Zasady w nim ujęte obowiązywały zarówno flisaków jak i turystów korzystających ze spływu. W roku następnym wprowadzono „Taryfę dla przewozu osób łodziami na Dunajcu w Pieninach”. Za przewóz 6 osób na trasie z Niedzicy do Szczawnicy należało zapłacić 20 zł, ze Sromowiec Wyżnych - 16, a ze Sromowiec Niżnych - 14 zł.

## Utworzenie PSFP
W wyniku inicjatywy samych flisaków i pomocy istniejącego od 1932 r. Pienińskiego Parku Narodowego na przełomie lat 1933 i 1934 opracowano projekt statutu nowej organizacji mającej skupiać flisaków zajmujących się przewozem turystów Przełomem Dunajca.
Głównymi inicjatorami powstania stowarzyszenia było dwóch flisaków - Franciszek Kokora i Jakub Borzęcki. 18 lutego 1934 w Sromowcach Niżnych odbyło się spotkanie założycielskie stowarzyszenia. Wybrano prezesa którym został kierownik Pienińskiego Parku Narodowego - Tadeusz Owczarzak. Uchwalony na tym spotkaniu statut został zatwierdzony przez wojewodę krakowskiego w dniu 1 czerwca 1934 r. a stowarzyszenie wpisane do rejestru pod nazwą „Polskie Stowarzyszenie Flisaków Pienińskich na rzece Dunajec”. W skład nowo utworzonego Stowarzyszenia weszli flisacy z Krościenka, Szczawnicy, Sromowiec Wyżnych, Sromowiec Niżnych a w roku 1935 również flisacy z Czorsztyna.

## Polskie Stowarzyszenie Flisaków Pienińskich na rzece Dunajec
W pierwszych latach swojego istnienia Stowarzyszenie podjęło się regulacji flisackiej działalności. Opracowano i zatwierdzono pierwszy regulamin. 
Wszystkich flisaków pływających po Dunajcu nie mniej niż 6 lat uznano za mistrzów, a dla reszty uchwalono trwające trzy lata szkolenie zakończone pierwszym w historii Stowarzyszenia egzaminem w roku 1938.
Rok 2024 był rokiem jubileuszowym, Stowarzyszenie obchodziło 90 lat swojego istnienia. Z tej okazji została zorganizowana Międzynarodowa Konferencja Naukowa pod tytułem "Rzeki i flisactwo w gospodarce, środowisku i kulturze". Z okazji tego jubileuszu powstały okolicznościowe spinki góralskie.